# Razlag
Razlag je priimek več znanih Slovencev:
- Adolf Razlag (1865—1937), zdravnik
- Andreja Razlag (*1978), kegljavka
- Erna Razlag (1858—1929), učiteljica
- Radoslav Razlag (1826—1880), pisatelj, pesnik in politik
- Silva Razlag (*1948), šahistka, kegljavka, športna in humanitarna delavka